# État de Dungarpur
1197 – 1947
Entités précédentes :
- Raj britannique

Entités suivantes :
- Inde

Dungarpur est un ancien État princier des Indes, aujourd'hui au Rajasthan.

## Histoire
Les dirigeants de Dungarpur prétendent descendre du clan Râjput Sisodia du Mewâr. À la fin du XIIe siècle, Samant Singh, le fils aîné du râja du Mewâr dut quitter le royaume en faveur de son frère cadet Kumar Singh. Samant Singh s'installa dans le pays de Bagar et dans les siècles qui suivirent ses descendants contrôlèrent toute la région.
Udai Singh de Bagar fut tué à la bataille de Khanua en 1527, luttant au sein d'une coalition de Mewâr contre l'empereur moghol Bâbur. Son territoire sera partagé entre ses deux fils, devenant deux états indépendants, Prithvi Raj restant à Dungarpur tandis que son frère Jagmal Singh prenait la tête du Bânsvâra.
La principauté subsista jusqu'en 1949 puis a été intégrée l'État du Rajasthan.

## Liste des rawals puis maharawals
- Râwal
  - 1197 – 1209 : Samant Singh
  - 1209 - 1218 : Jayat Singh
  - 1218 - 1248 : Sinhad Deo
  - 1248 - 1251 : Jay Singh Deo
  - 1251 - 1278 : Deopali Deo
  - 1278 - 1303 : Virsinh Deo
  - 1303 - 1331 : Bhoo Chand
  - 1331 - 1363 : Dungar Singh
  - 1363 - 1384 : Karan Singh I
  - 1384 - 1386 : Jaykrishna
  - 1386 - 1398 : Mahipal Singh I
  - 1398 - 1403 : Kanhad Deo
  - 1403 - 1423 : Pratap Singh
  - 1423 - 1447 : Gopinath Singh
  - 1447 - 1479 : Soma Das
  - 1479 - 1497 : Ganga Das
  - 1497 - 1527 : Udai Singh I
  - 1527 - 1549 : Prithviraj Singh
  - 1549 - 1580 : Askaran Singh
  - 1580 - 1606 : Sahas Mal
  - 1606 - 1609 : Karan Singh II
  - 1609 - 1657 : Punjaraj Singh
  - 1657 - 1661 : Girdhar Das
  - 1661 - 1691 : Jeswant Singh I
  - 1691 - 1702 : Khuman Singh
  - 1702 - 1730 : Ram Singh
  - 1730 - 1785 : Shiv Singh
  - 1785 - 1790 : Vairi Sal
  - 1790 - 1808 :  Fateh Singh (+1808)
- Mahârâwal
  - 1808 - 1845 : Jeswant Singh II (+1845)
  - 1846 - 1898 : Udai Singh II (1838-1898)
  - 1898 - 1918 : Bijai Singh (1887-1918)
  - 1918 - 1949 : Lakshman Singh (en) (1908-1989)